# Phare de Garrucha
Le Phare de Garrucha est un phare de port situé dans la ville de Garrucha, dans la province d'Almería (Espagne).
Il est géré par l'autorité portuaire d'Almería.

## Histoire
La tour de 80 m de haut, avec galerie et lanterne, est attenante à une maison de gardien d'un seul étage qui sert maintenant de bureau à la capitainerie du port. L'édifice, datant de 1881, est peint en blanc et la lanterne est grise. Il émet un feu à occultations de 4 flashs toutes les 1 seconde. Il est localisé en bordure de la mer au sud de la ville.
Identifiant : ARLHS : SPA-078 ; ES-22800 - Amirauté : E0110 - NGA : 4512 .

### Lien connexe
- Liste des phares d'Espagne